# Adolf Ulric Grill
Adolf Ulric Grill, född den 19 mars 1752 i Stockholm, död den 1 oktober 1797 på Söderfors, var en svensk bruksägare och vetenskaplig samlare.

## Biografi
Adolf Ulric Grill var son till Claes Grill av släkten Grill och bekostade tillsammans med sin fru Anna Johanna Grill (III) stora dyrbara utbyggnader av Söderfors bruk i Uppland, exempelvis en engelsk park och en ny kyrka av sten. Under egna resor och genom ombud samlade Grill det på sin tid namnkunniga Grillska naturaliekabinettet på Söderfors, som vid hans död innehöll 100 däggdjur, 600 fåglar, 30 fiskar och 700 snäckor, förutom en mängd koraller och petrifikat. Samlingarna skänktes 1828 av hans arvingar till Vetenskapsakademien och ingår till en del i Naturhistoriska riksmuseet. Till erinran om Grill uppkallades efter honom en sällsynt fiskart, Gymnetrus Grillii. Grill var sedan 1793 ledamot av Kungliga Vetenskapsakademien och under ett kvartal 1795 dess preses.
Grill var även amatörtonsättare och anordnade soaréer i sitt stockholmshem. Han invaldes som ledamot nr 45 av Kungliga Musikaliska Akademien den 16 juni 1772.

### Musikverk
Av Grill finns bevarat ett Andande med variationer i F-dur för piano.

### Familj
Adolf Ulric Grill var son till Claes Grill och Anna Johanna Grill (I), bror till Anna Johanna Grill (II), och gift med sin farbrors dotter, kusinen Anna Johanna Grill (III) (1753–1809).